# Francisco Albiñana
Francisco Albiñana Corralé (Zaragoza, 29 de agosto de 1887-Zaragoza, 3 de octubre de 1936) fue un arquitecto de Aragón (España). Fue fusilado por los militares sublevados poco después del inicio de la Guerra Civil.

## Biografía

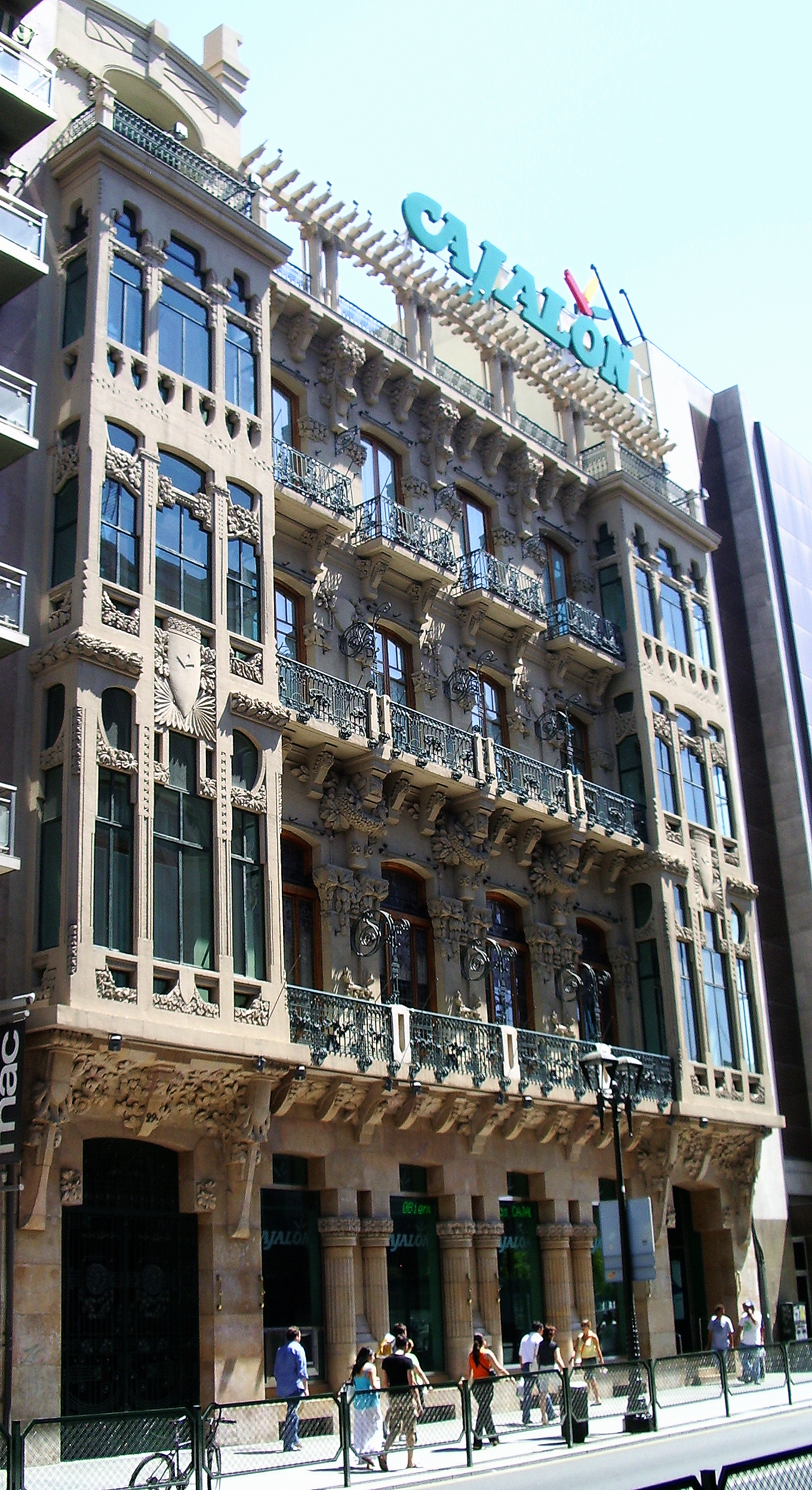
Casino Mercantil de Zaragoza, obra modernista de Francisco Albiñana.

Era hijo del maestro de obras Francisco de Paula Albiñana Arandés y de Anselma Corralé. Cursó sus primeros estudios en el Politécnico Nuestra Señora del Pilar de Zaragoza y la carrera de Arquitectura en Madrid, terminándola el 16 de noviembre de 1911 y trasladándose poco después a Zaragoza de nuevo donde militaría en la UGT.
Su gran categoría humana le llevó a ejercer gratuitamente en la Escuela de Artes y Oficios de Zaragoza, a donar algunos proyectos y a apoyar durante la Segunda República las huelgas de los obreros de la construcción en las que llegó a participar, al igual que se dedicó a la promoción de viviendas modestas.
Militaba en el Partido Socialista y había ingresado en la masonería en 1912, en la logia Constancia bajo el seudónimo de «Fidias», siendo posteriormente en el 1919 teniente de alcalde del Ayuntamiento de Zaragoza, conociendo bien los problemas de una ciudad en expansión.
Fue arquitecto jefe de la 2.ª Región del Catastro Urbano, presidente de la Asociación Regional de Arquitectos de Aragón. 

## Fusilamiento
En los primeros meses de la guerra civil fue fusilado por los sublevados en la Cárcel de Torrero en Valdespartera al ser acusado de pertenecer a la masonería.

## Matrimonio
Se casó con Pilar de Gayán Alegría, natural de Daroca y con la que tuvo dos hijos, Francisco y Ángela.

## Obra
Desarrolló una ingente labor en la construcción de edificios de vivienda en las calles Mefisto, Conde de Aranda y en Boggiero, entre otras muchas. Destacó en la restauración del Teatro Circo de Zaragoza, el Teatro Principal, el Casino Mercantil, además de la sede del diario La Voz de Aragón.
Modernismo
- Reforma de la fachada del Casino Mercantil (Zaragoza) 1913-1914.
- Edificio de viviendas (calle Espoz y Mina, 34) (Zaragoza) 1917.
- Casa de Labradores y Ganaderos (Zaragoza) 1920.
- Edificio de viviendas (Paseo María Agustín, 73) (Zaragoza) 1922.
- Edificio de viviendas (Plaza de Los Sitios, 2) (Zaragoza) 1926.
- Edificio de viviendas (Plaza de Los Sitios, 11-12) (Zaragoza) 1934.

Populismo
- Edificio de viviendas (Mefisto 7) (Zaragoza) 1930.

Racionalismo
- Edificio del diario La Voz de Aragón (calle Costa, 2) (Zaragoza) (desaparecido) 1928.
- Edificio de viviendas (calle Almagro, 5) (Zaragoza) 1933.
- Edificio de viviendas (Coso, 2) (Zaragoza) (desaparecido) 1934.
- Edificio de viviendas (calle Conde de Aranda, 73) (Zaragoza) 1934.
- Edificio de viviendas (calle Conde de Aranda, 75 y 77) (Zaragoza) 1934.
- Edificio de viviendas (calle Gascón de Gotor, 3) (Zaragoza)1934.
- Edificio de viviendas (calle Castellví, 8) (Zaragoza) 1935.
- Edificio de viviendas (calle Mefisto, 9) (Zaragoza) 1935.

## Galería de imágenes

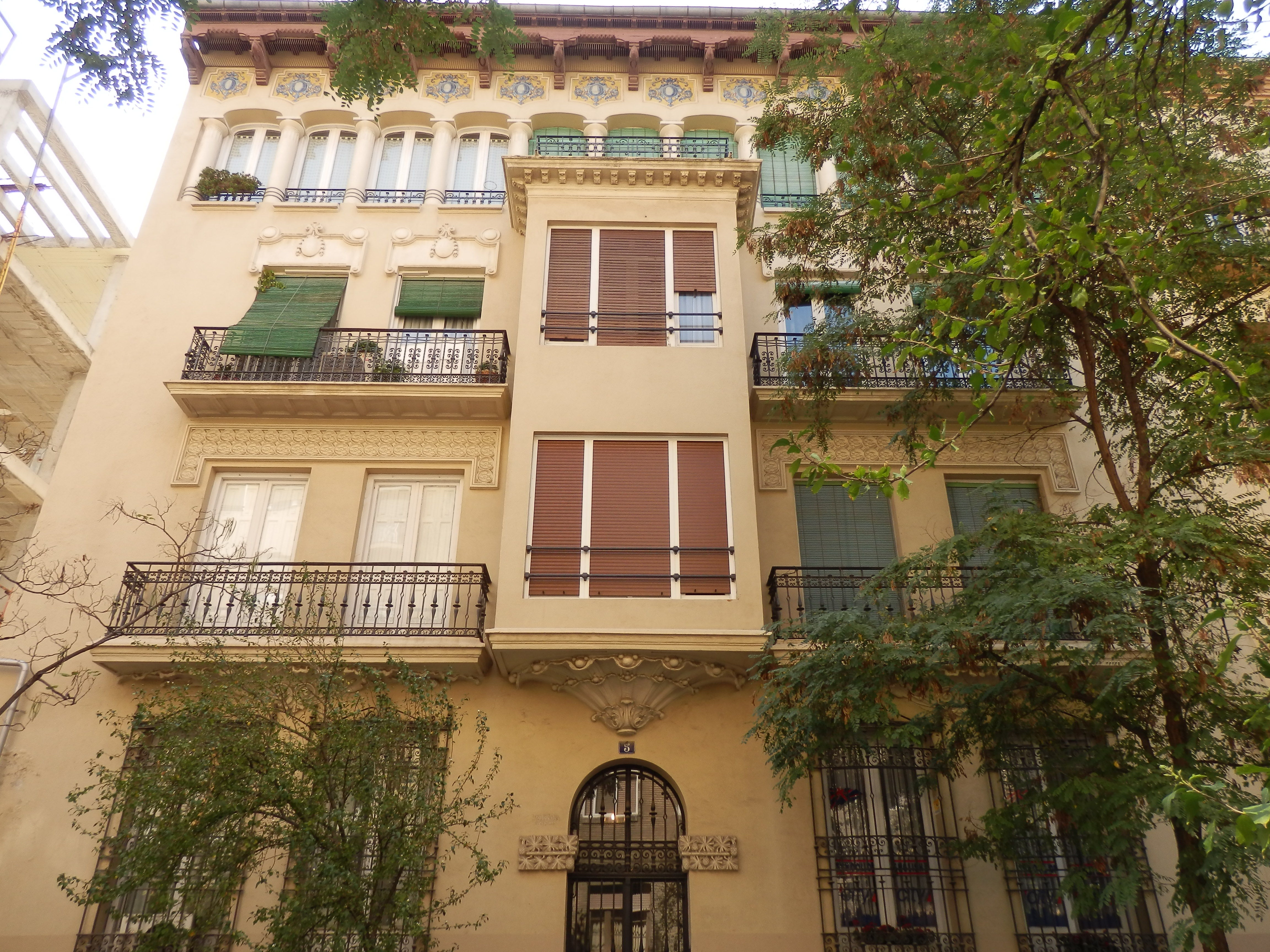
Edificio de viviendas en la calle Almagro, 5, Zaragoza, España
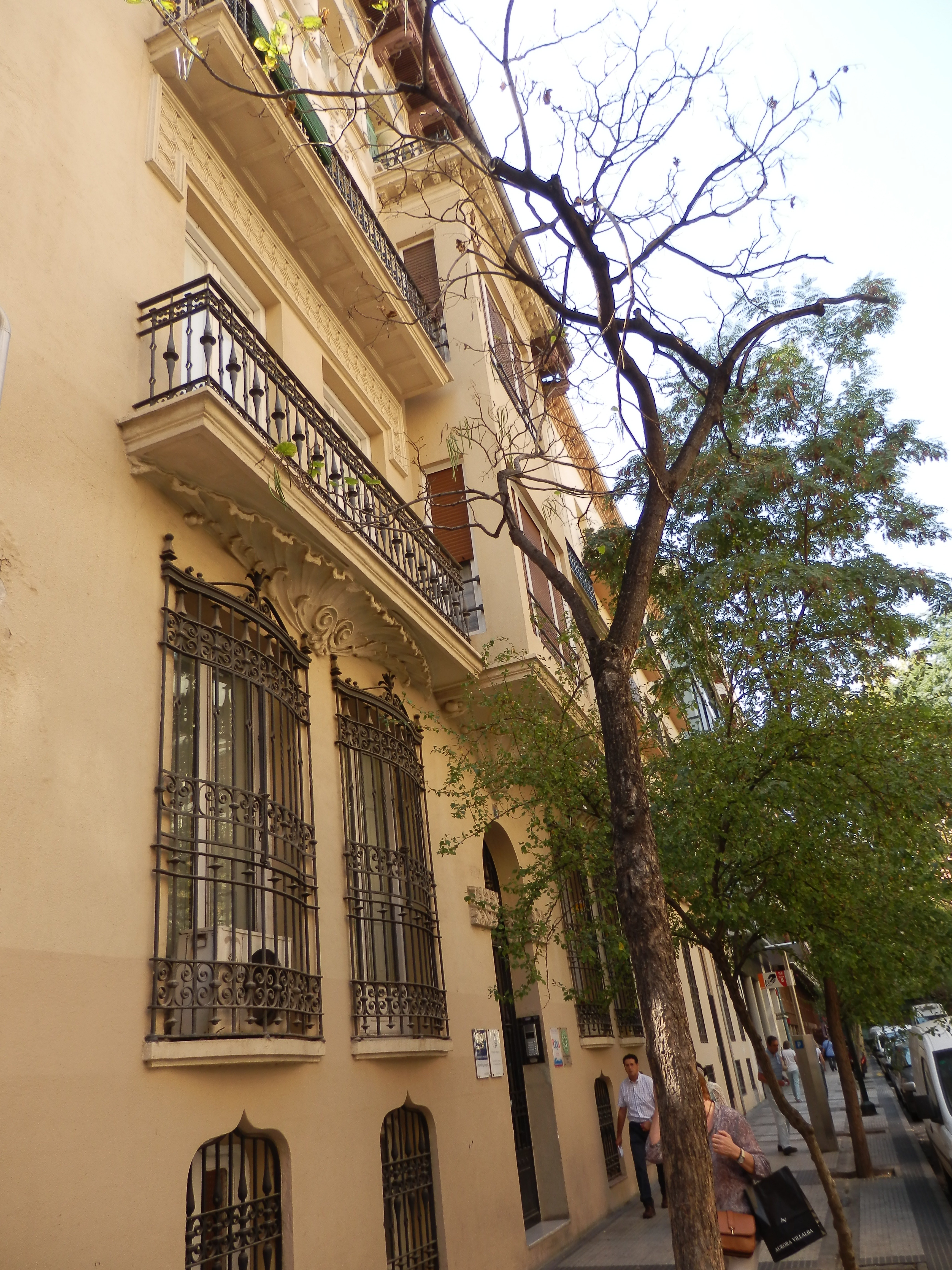
Edificio de viviendas en la calle Almagro, 5, Zaragoza, España
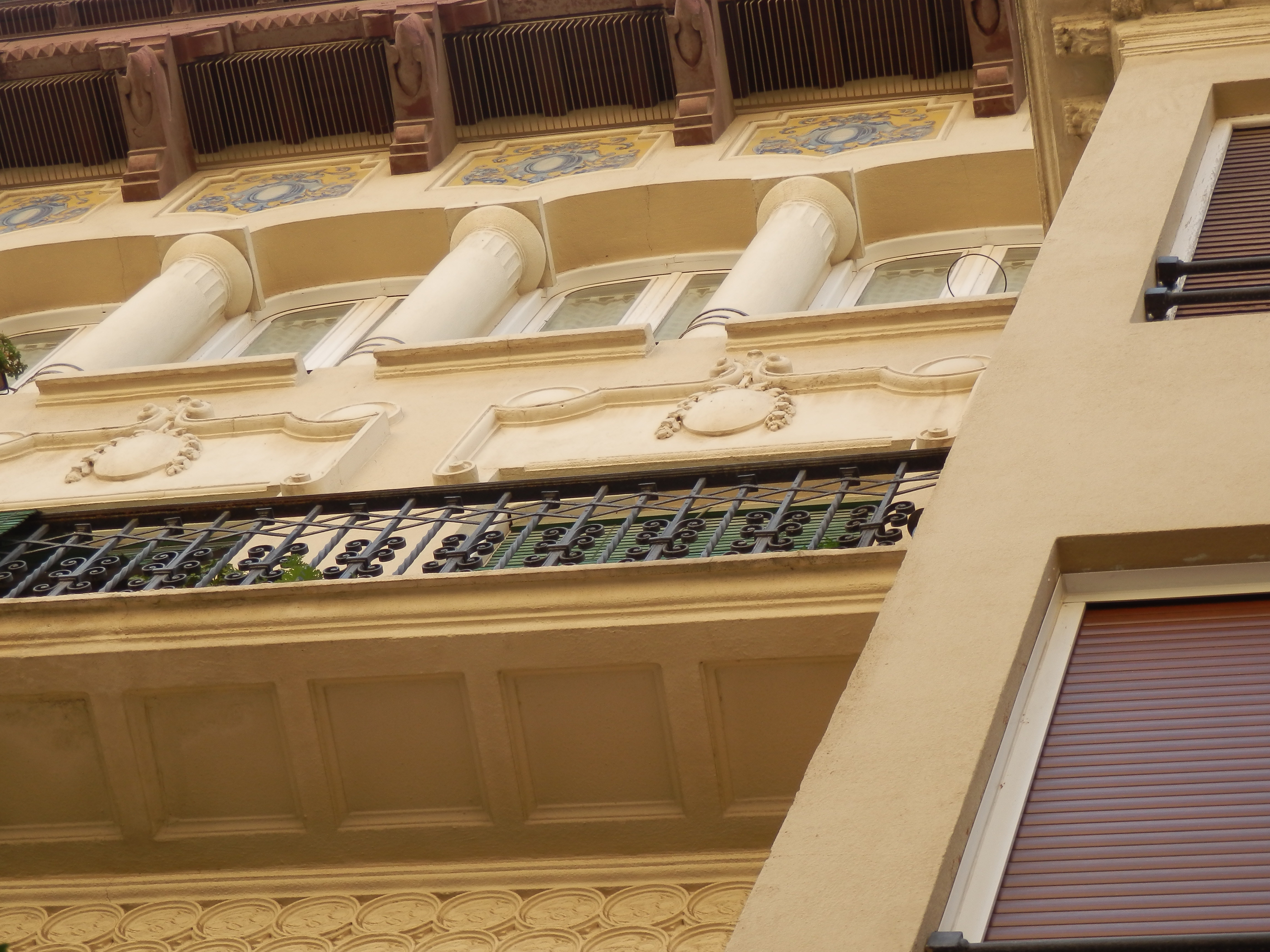
Edificio de viviendas en la calle Almagro, 5, Zaragoza, España
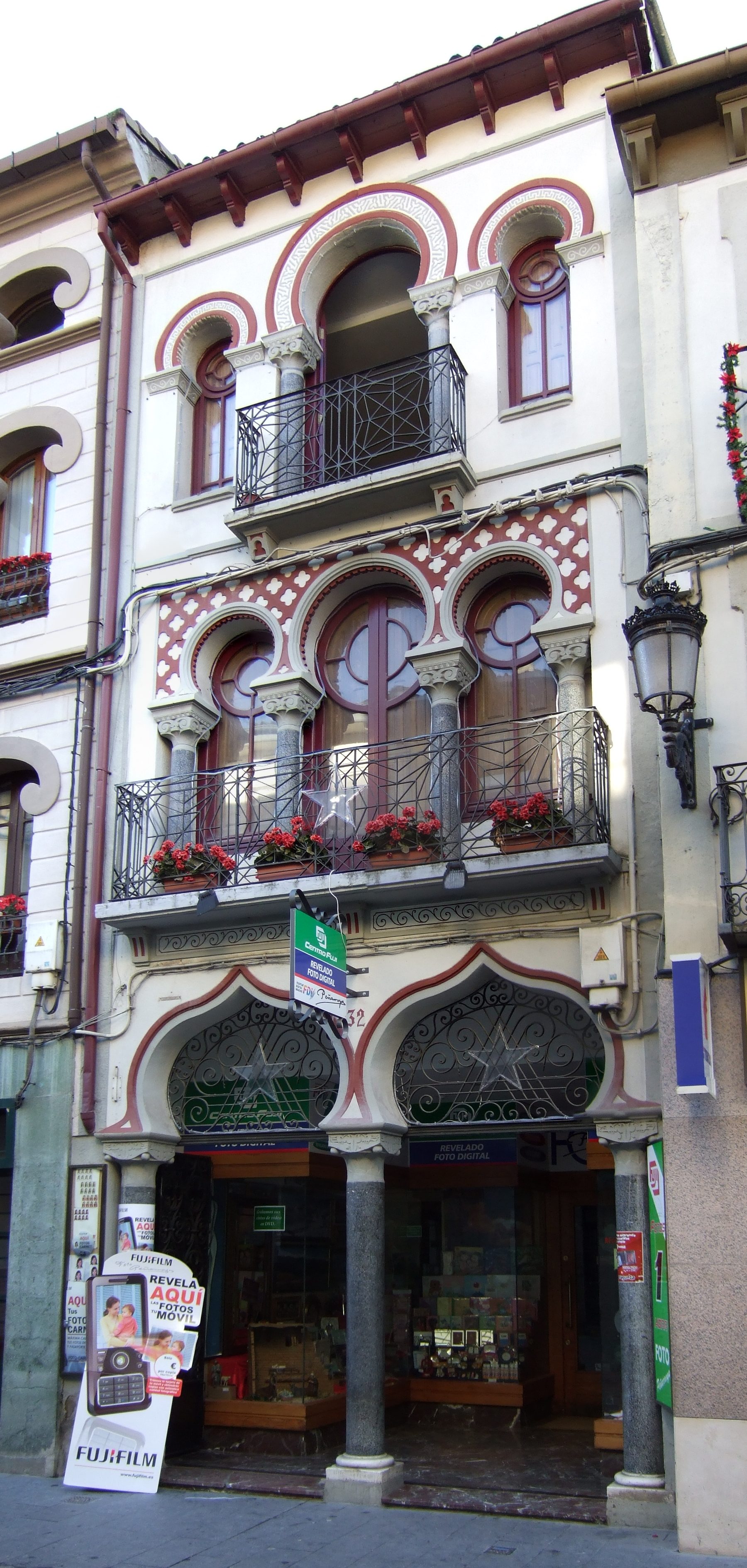
Casa en la calle Mayor, 32 de Jaca, España
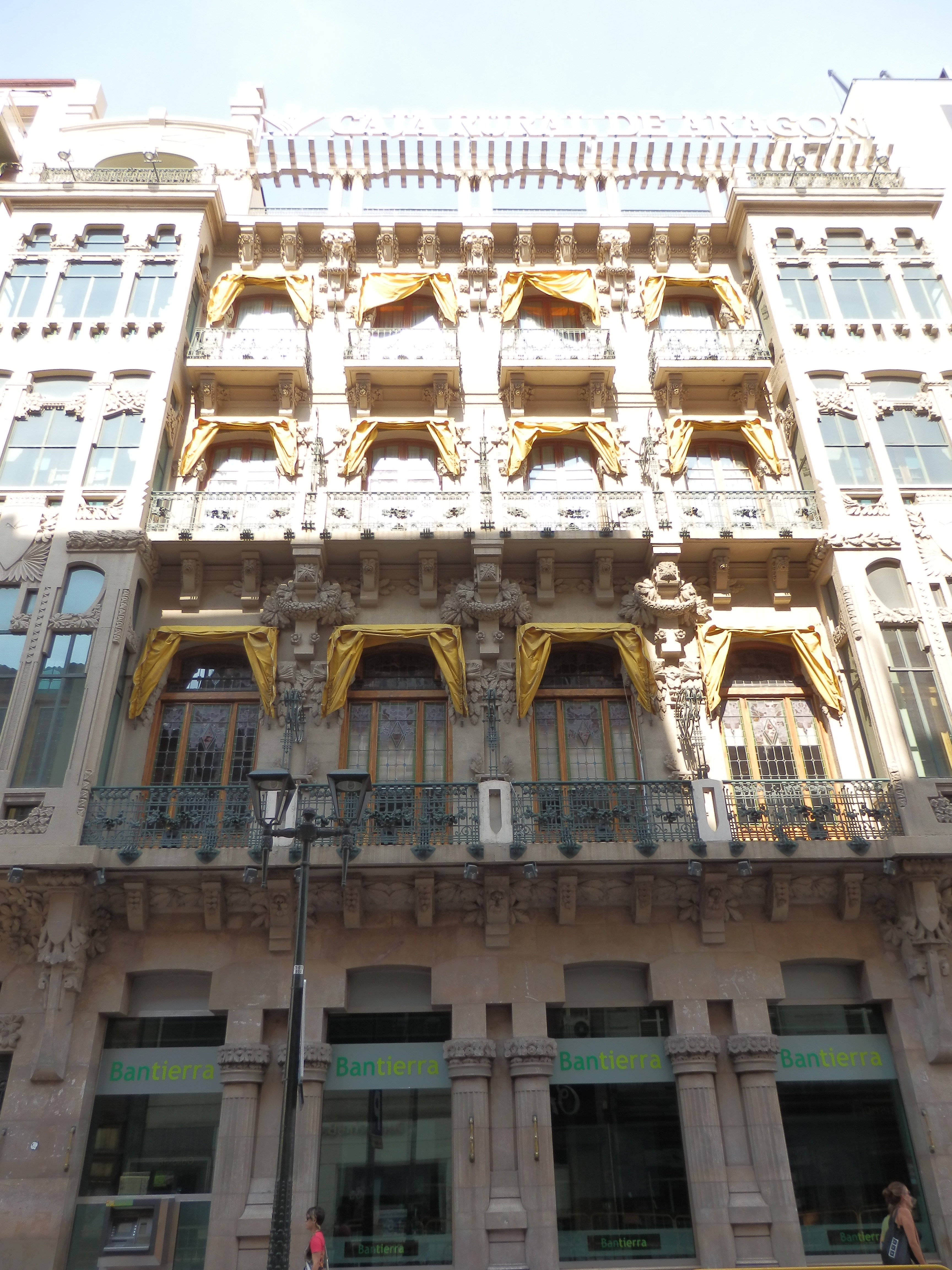
Antiguo Casino Mercantil, Calle Coso, 29, Zaragoza, España
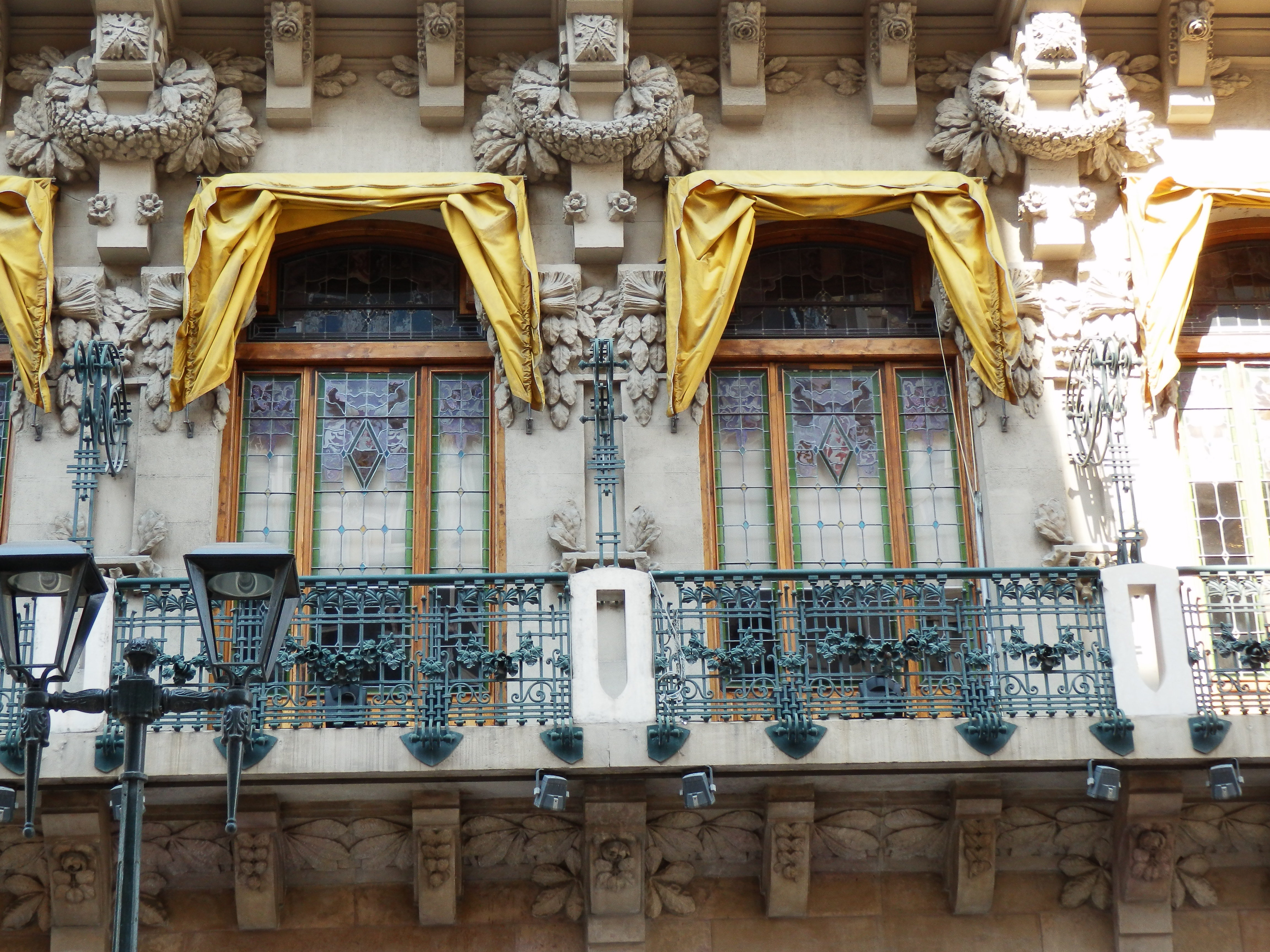
Antiguo Casino Mercantil, Calle Coso, 29, Zaragoza, España
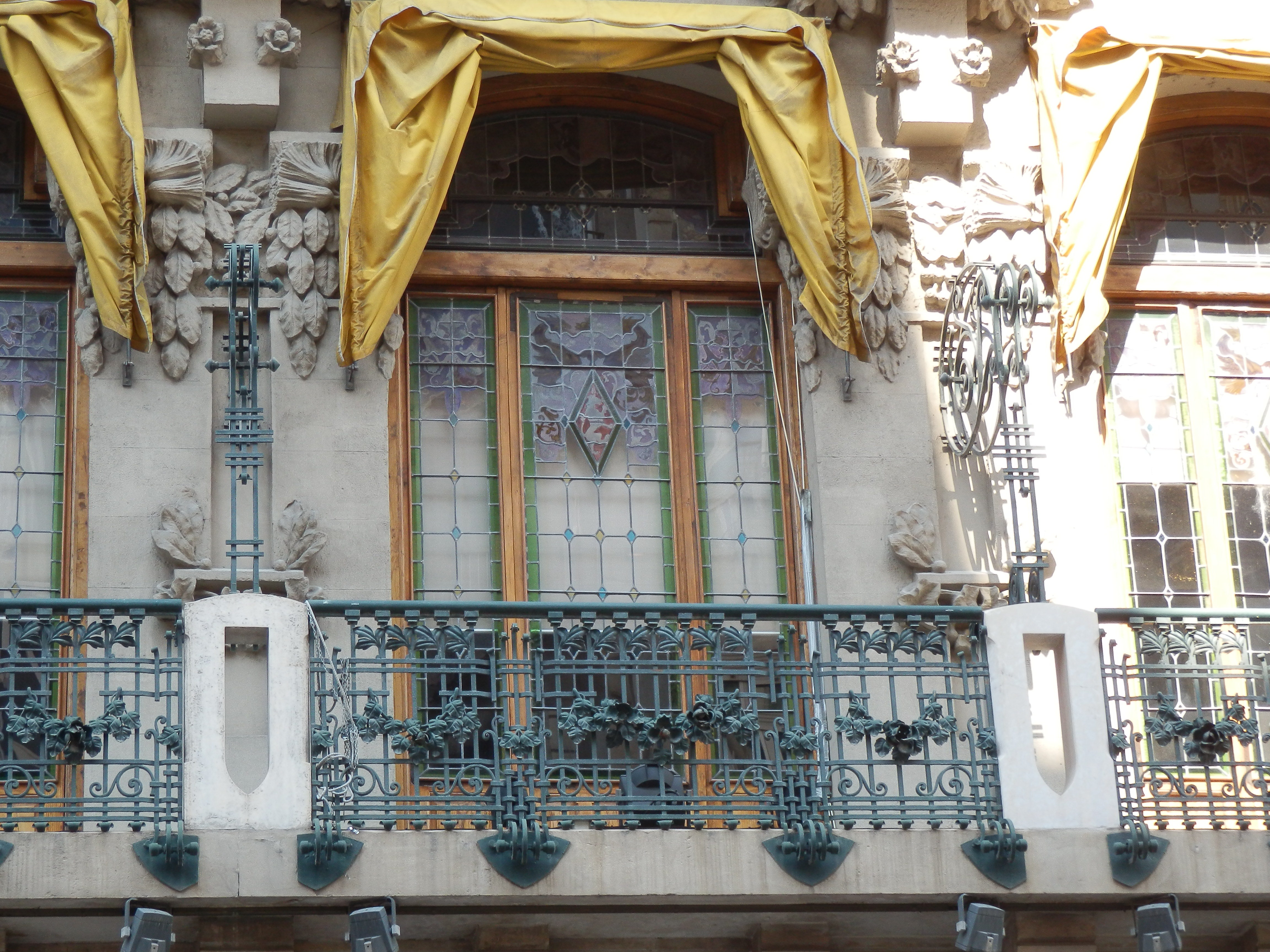
Antiguo Casino Mercantil, Calle Coso, 29, Zaragoza, España
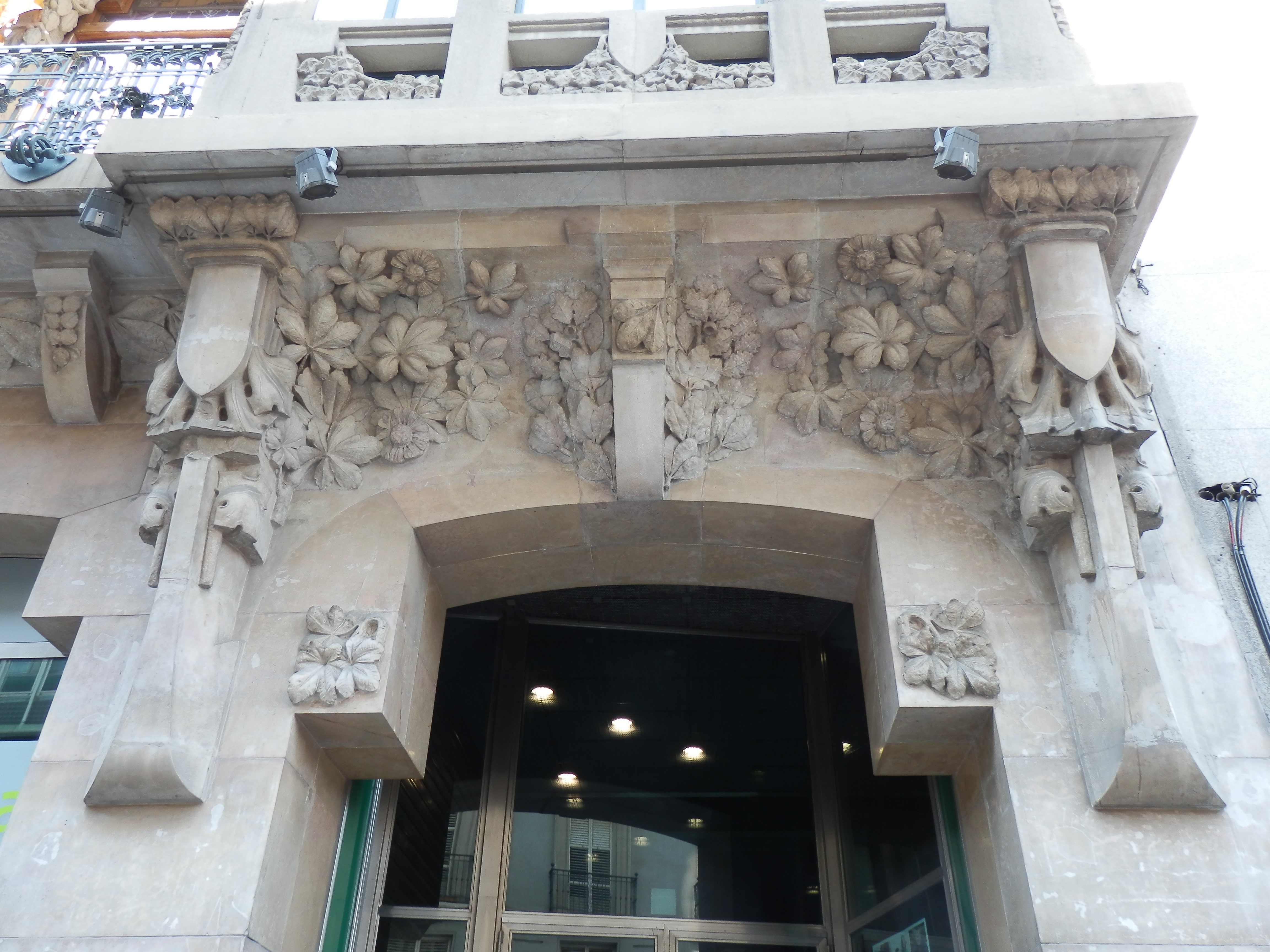
Antiguo Casino Mercantil, Calle Coso, 29, Zaragoza, España
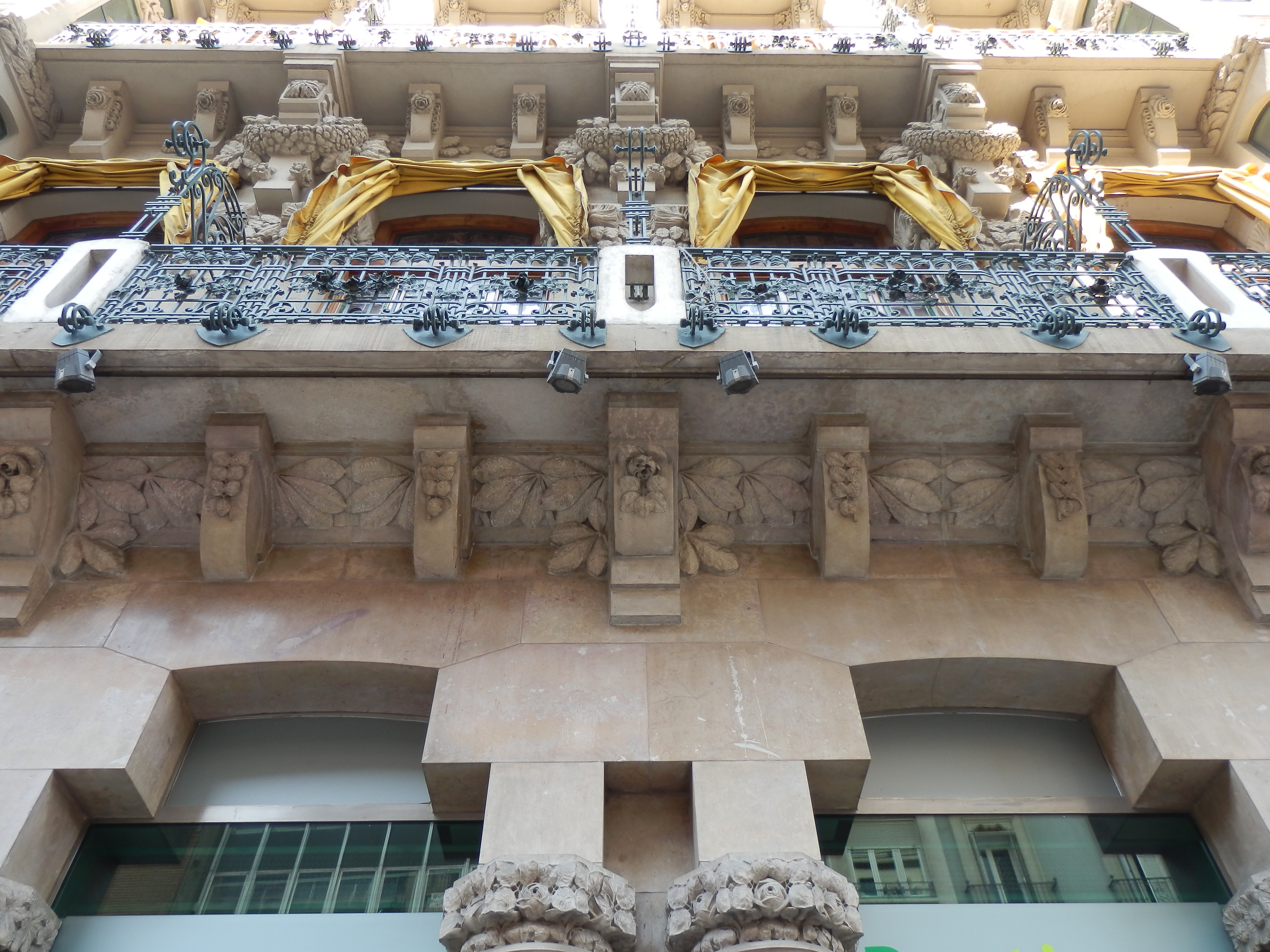
Antiguo Casino Mercantil, Calle Coso, 29, Zaragoza, España